# Gustas Jarusevičius
Gustas Jarusevičius (Alytus, 23 maggio 2003) è un calciatore lituano, centrocampista del Žalgiris.

## Carriera
Muove i suoi primi passi nelle giovanili del DFK Dainava. Il 6 marzo 2019 viene tesserato dallo Žalgiris. Il 27 luglio 2021 esordisce nelle competizioni europee in Žalgiris-Ferencváros (1-3), incontro preliminare valido per l'accesso alla fase a gironi di UEFA Champions League, subentrando all'87' al posto di Francis Kyeremeh.

## Statistiche

### Presenze e reti nei club
Statistiche aggiornate al 19 marzo 2023.
| Stagione        | Squadra         | Campionato      | Campionato | Campionato | Coppe nazionali | Coppe nazionali | Coppe nazionali | Coppe continentali | Coppe continentali | Coppe continentali | Altre coppe | Altre coppe | Altre coppe | Totale | Totale |
| Stagione        | Squadra         | Comp            | Pres       | Reti       | Comp            | Pres            | Reti            | Comp               | Pres               | Reti               | Comp        | Pres        | Reti        | Pres   | Reti   |
| --------------- | --------------- | --------------- | ---------- | ---------- | --------------- | --------------- | --------------- | ------------------ | ------------------ | ------------------ | ----------- | ----------- | ----------- | ------ | ------ |
| 2019            | Žalgiris        | A               | 5          | 2          | CL              | 0               | 0               | UEL                | 0                  | 0                  | SL          | 0           | 0           | 5      | 2      |
| 2020            | Žalgiris        | A               | 7          | 0          | CL              | 1               | 0               | UEL                | 0                  | 0                  | SL          | 1           | 0           | 9      | 0      |
| 2021            | Žalgiris        | A               | 20         | 3          | CL              | 4               | 0               | UCL+UEL+UECL       | 1+1                | 0                  | SL          | 0           | 0           | 27     | 3      |
| 2022            | Žalgiris        | A               | 22         | 1          | CL              | 3               | 0               | UCL+UEL+UECL       | 5+1+2              | 0                  | SL          | 0           | 0           | 33     | 1      |
| 2023            | Žalgiris        | A               | 2          | 0          | CL              | 0               | 0               | UCL                | 0                  | 0                  | SL          | 1           | 0           | 3      | 0      |
| Totale carriera | Totale carriera | Totale carriera | 56         | 6          |                 | 8               | 0               |                    | 11                 | 0                  |             | 2           | 0           | 77     | 6      |

## Palmarès

### Club

#### Competizioni nazionali
- Campionato lituano: 3

Žalgiris: 2020, 2021, 2022
- Coppa di Lituania: 2

Žalgiris: 2021, 2022
- Supercoppa di Lituania: 2

Žalgiris: 2020, 2023